# Mzda strachu (film, 1953)
Mzda strachu (francouzsky: Le Salaire de la peur) je francouzsko-italský film, který natočil režisér Henri-Georges Clouzot v roce 1953. Jde o adaptaci stejnojmenného románu Georgese Arnauda (1949).
Film s herci Yvesem Montandem, Charlesem Vanelem, Folco Lulli a Peterem van Eyckem v hlavních rolích vypráví o nebezpečném dobrodružství čtyř řidičů kamionů, kteří musí přepravit nebezpečný a vysoce nestabilní náklad nitroglycerinu, aby uhasili požár ropného vrtu vzdáleného 500 km. Jeden ze dvou starých náklaďáků řídí Mario a Jo, druhý Bimba a Luigi.
Mzda strachu je jediným filmem v historii kinematografie, který ve stejném roce získal Zlatou palmu (tehdy nazývanou Mezinárodní Grand Prix) na filmovém festivalu v Cannes (Charles Vanel také obdržel cenu pro nejlepšího herce) a Zlatého medvěda na filmovém festivalu v Berlíně. Získal i ocenění BAFTA za nejlepší film v roce 1955. Film byl také dobře přijat u kritiků a veřejnosti.

## Obsazení
| Yves Montand   | Mario Livi     |
| Charles Vanel  | Jo             |
| Peter van Eyck | Bimba          |
| Folco Lulli    | Luigi          |
| Véra Clouzot   | Linda          |
| Antonio Centa  | Vedoucí tábora |